# Glagolévite
La glagolévite est un minéral de la classe des silicates, qui appartient au groupe des chlorites. Il a été nommé en l'honneur d'Alexander Andreevich Glagolev (Александра Андреевича Глаголева) (1927-1993), minéralogiste et pétrographe russe, connu pour ses travaux sur les roches ultramafiques alcalines et les carbonatites comme celles de Kovdor, en Russie.

## Caractéristiques
La glagolévite est un silicate de formule chimique Na(Mg,Al)6(AlSi3O10)(OH,O)8. Elle a été approuvée comme espèce valide par l'Association internationale de minéralogie en 2001. Elle cristallise dans le système triclinique.

## Classification
Selon la classification de Nickel-Strunz, la glagolévite appartient à "09.EC - Phyllosilicates avec des feuillets de mica, composés de réseaux tétraédriques et octaédriques", avec les minéraux suivants du groupe 09.EC.55 :
| Minéral            | Formule                                | Groupe ponctuel                 | Groupe d'espace |
| ------------------ | -------------------------------------- | ------------------------------- | --------------- |
| Baileychlore       | (Zn,Al)3[Fe2Al][Si3AlO10](OH)8         | 1 ou 1                          | C1 ou C1        |
| Borocookéite       | Li1+3xAl4-x(BSi3)O10(OH,F)8 (x ≤ 0,33) | 2/m                             | C2/m            |
| Chamosite          | (Fe,Mg,Fe)5Al(Si3Al)O10(OH,O)8         | 2/m                             | C2/m            |
| Clinochlore        | (Mg,Fe)5Al(Si3Al)O10(OH)8              | 2/m                             | C2/m            |
| Cookéite           | LiAl4(Si3Al)O10(OH)8                   | 1, 2 ou 2/m                     | C1, C2 ou Cc    |
| Donbassite         | Al2[Al2,33][Si3AlO10](OH)8             | 2/m                             | C2/m            |
| Franklinfurnacéite | Ca(Fe,Al)Mn4Zn2Si2O10(OH)8             | 2                               | C2              |
| Glagolévite        | NaMg6[Si3AlO10](OH,O)8·H2O             | 1                               | C1              |
| Gonyérite          | Mn3[Mn3Fe][(Si,Fe)4O10](OH,O)8         | orthorhombique pseudo-hexagonal | inconnu         |
| Nimite             | (Ni,Mg,Fe)5Al(Si3Al)O10(OH)8           | 2/m                             | C2/m            |
| Odinite            | (Fe,Mg,Al,Fe,Ti,Mn)2,5(Si,Al)2O5(OH)4  | m                               | Cm              |
| Orthochamosite     | (Fe,Mg,Fe)5Al(Si3Al)O10(OH,O)8         | orthorhombique pseudo-hexagonal | inconnu         |
| Pennantite         | Mn5Al(Si3Al)O10(OH)8                   | 2/m                             | C2/m            |
| Sudoïte            | Mg2(Al,Fe)3Si3AlO10(OH)8               | 2/m                             | C2/m            |

## Formation et gisements
Elle a été découverte dans la mine de phlogopite de Kovdor, dans le massif de Kovdor, dans l'oblast de Mourmansk (Russie). Elle a également été décrite dans le massif de Nizhnetagilskii, dans l'oblast de Sverdlovsk (Russie) et dans le district de Chengalpattu, en Inde. Ces trois endroits sont les seuls de la planète où cette espèce a été décrite.